# 1元人民币硬币
人民币1元硬币，最早发行于1980年4月5日，共发行了三个版本。目前流通有第四套人民币和第五套人民币的1元硬币，分别于1992年6月1日和2000年10月16日开始发行，其中第五套人民币1元硬币于2019年8月30日进行了样式调整。

## 历史

### 第三套人民币
第三套人民币1元硬币发行于1980年4月5日，俗称“长城币”。硬币为铜镍合金材质，直径30mm，正面为中华人民共和国国徽、国号（简体字）及铸造年份，背面为长城图案及“壹圆”字样，币外缘为间断丝齿。该版本于2000年7月1日停止流通。

### 第四套人民币
第四套人民币1元硬币发行于1992年6月1日。硬币为钢芯镀镍材质，直径25mm，正面为中华人民共和国国徽、国号汉字及汉语拼音、铸造年份，背面为牡丹及面额，币内缘为点状图案环绕，外缘为圆柱面。

### 第五套人民币
第五套人民币1元硬币发行于2000年10月16日。硬币为钢芯镀镍材质，正面内缘为点状图案环绕（仅2019版）、仿马文蔚手书“中国人民银行”字样、面额及铸造年份，背面为“中国人民银行”的汉语拼音及菊花图案，币外缘为圆柱面，并铸有“RMB”字样。
第五套人民币1元硬币共发行了两个版本。2000年10月16日发行的版本直径25mm，正面面值数字“1”为衬线体直体，内缘无点状图案环绕；2019年8月30日发行的版本直径改为22.25mm，正面面值数字“1”改为无衬线体斜体，数字轮廓线内增加隐形图文“¥”和“1”，内缘增加点状图案环绕，背面菊花图案比例缩小，其余不变。
第五套人民币硬币上的年份为硬币的铸造年份，并非硬币的版别。

第三套人民币1元硬币
第四套人民币1元硬币正面
第四套人民币1元硬币背面
第五套人民币1元硬币1999版正面
第五套人民币1元硬币1999版背面

## 面值为1元的纪念币
除一般的流通货币外，中国人民银行还发行了为数众多的面值为1元的纪念币。第一枚面值1元的纪念币为1984年发行的“中华人民共和国成立三十五周年”纪念币，一套三枚；最近的是“中国人民抗日战争暨世界反法西斯战争胜利70周年”纪念币，一套一枚。